# 韓福 (成化進士)
韓福（1452年—1532年），字德夫，號野田，陝西西安前衛人，軍籍，明朝政治人物。

## 生平
原籍天长县人，成化十年（1474年）甲午科陝西鄉試第三十名。成化十七年（1481年）辛丑科會試一百七十名，第三甲第二十三名進士。初授滑县知县，丁忧去职。成化二十一年（1485年）官山東章丘縣知縣。三年任满，徵为四川道监察御史，以御史巡按宣府大同，为边民所悦。弘治年间，转任大名府知府，在任八年，有治绩。
武宗即位，弘治十八年（1505年）六月升浙江布政司左参政，七月升大理寺右少卿，提调操练京西诸卫军馀及保定等六府民壮。正德元年（1506年）二月升都察院右佥都御史、巡抚保定等处兼提督紫荆诸关，仍提调操练。二年六月调任总督苏、松等处粮储，八月回都察院管事，以事下锦衣卫詔狱，三月始释放，遂投靠刘瑾。正德三年（1508年）二月升户部左侍郎，又兼左副都御史奉命勘查湖广荆州等军卫仓廪，整理粮储，十月奏徵完粮二百二十馀万石，已足军士数年之用，又奉命往辽东清理屯田，他依附大太监刘瑾，尽心为刘瑾效力，赈济湖广时敛银钜万，馈送刘瑾，致所在盗起，累年不靖，后又差往辽东丈量屯田，致锦、义二城作乱，刘瑾倒台后，正德四年（1509年）九月以徵敛为务，所在惊扰，为给事中徐仁等人弹劾，被废黜为民，又贬谪充军陕西固原卫。
明世宗即位，始赦放回西安。在家二十四年，躍馬省耕，捷於少年。嘉靖十一年壬辰（1532年）八月丁丑卒，年八十一。

## 家族
曾祖韓孟毅；祖父韓瑛，贈光祿署正；父韓鐸，举人，官茂州知州。母趙氏（封安人贈恭人）。具庆下。兄祺。弟祐。